# SMS Don Juan d'Austria (1875)
O SMS Don Juan d'Austria foi um navio ironclad operado pela Marinha Austro-Húngara e a segunda embarcação da Classe Kaiser Max, depois do SMS Kaiser Max e seguido pelo SMS Prinz Eugen. Sua construção começou em fevereiro de 1874 na Stabilimento Tecnico Triestino e foi lançado ao mar em outubro de 1875, sendo comissionado em junho do ano seguinte. Era equipado com um armamento principal de oito canhões de 209 milímetros montados em uma bateria central, tinha um deslocamento de mais de três mil toneladas e alcançava uma velocidade máxima de doze nós.
O Don Juan d'Austria teve uma carreira bem limitada, parcialmente porque os pequenos orçamentos navais concedidos pelo governo austro-húngaro durante o período impediam que um serviço ativo regular fosse mantido. Fez algumas viagens internacionais e participou de alguns exercícios de treinamento nas décadas de 1880 e 1890. Foi tirado de serviço em 1904 por já estar obsoleto e convertido em um alojamento flutuante, desempenhando esta função até depois do fim da Primeira Guerra Mundial. O navio afundou em meados de 1919 em circunstâncias desconhecidas.

## Características

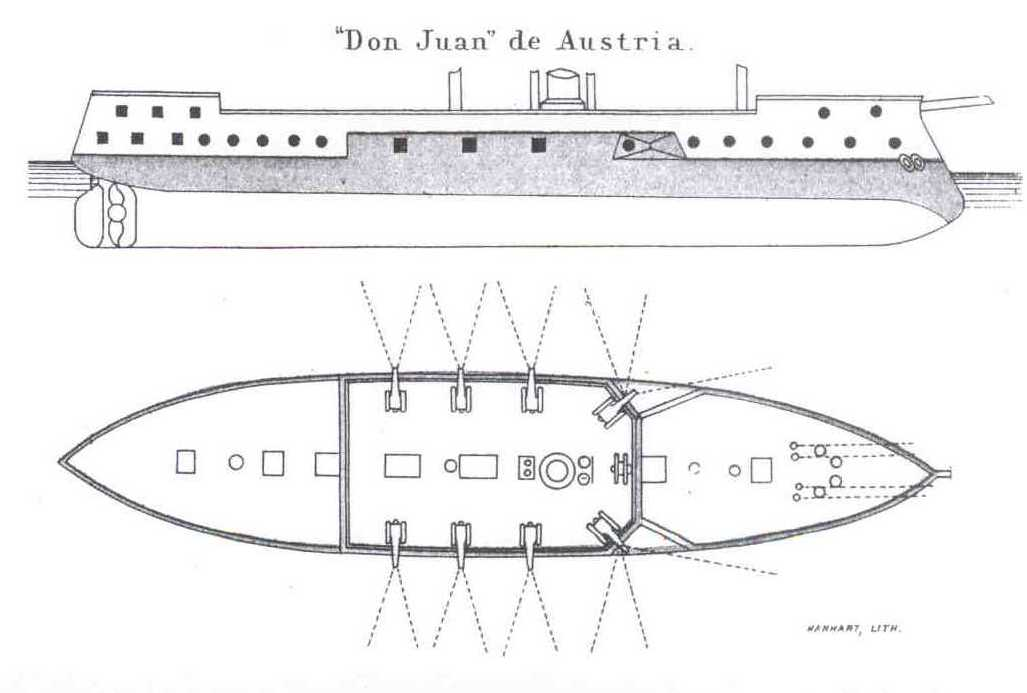
Desenho do Don Juan d'Austria

O Don Juan d'Austria tinha 75,87 metros de comprimento de fora a fora, uma boca de 15,25 metros e um calado médio de 6,15 metros. Seu deslocamento era de 3 605 toneladas. Tinha um grande rostro na proa, como era costume para ironclads do período. Seu sistema de propulsão consistia em cinco caldeiras a carvão que alimentavam um motor a vapor horizontal de expansão única girando uma hélice. O sistema tinha uma potência indicada de 2 795 cavalos-vapor (2 055 quilowatts) para uma velocidade máxima de doze nós (22 quilômetros por hora). O navio também foi equipado com três mastros de vela baréquentina a fim de suplementar o motor a vapor. Sua tripulação era formada por quatrocentos a 440 oficiais e marinheiros.
O armamento principal do Don Juan d'Austria consistia em oito canhões Krupp calibre 20 de 209 milímetros montados em uma bateria central, com quatro canhões em cada lateral. A bateria secundária tinha quatro canhões calibre 24 de 89 milímetros, dois canhões de desembarque calibre 15 de 70 milímetros, seis canhões calibre 35 de 47 milímetros, três canhões giratórios Hotchkiss de 47 milímetros e dois canhões de 25 milímetros. Por fim, também haviam quatro tubos de torpedo de 350 milímetros, uma na proa, um na popa e um em cada lateral. O cinturão principal de blindagem tinha uma espessura de 203 milímetros e a cidadela blindada era fechada em cada extremidade por anteparas transversais de 115 milímetros. A casamata da bateria principal era protegida por placas de blindagem de 125 milímetros.

## História
O batimento de quilha do Don Juan d'Austria ocorreu em 14 de fevereiro de 1874 nos estaleiros da Stabilimento Tecnico Triestino em Trieste. O vice-almirante barão Friedrich von Pöck, o comandante da Marinha Austro-Húngara, tinha recorrido a um subterfúgio para contornar a oposição parlamentar sobre a construção de novos ironclads, pedindo dinheiro para a modernização do SMS Don Juan d'Austria anterior, mas na realidade enviando-o para ser desmontado. Apenas seus maquinários, placas de blindagem e alguns equipamentos foram reaproveitados para a construção do novo navio, que recebeu o mesmo nome do anterior para esconder a verdade. O novo Don Juan d'Austria foi lançado ao mar em 25 de outubro de 1875 e comissionado na frota austro-húngara em 26 de junho de 1876. Iniciou seus testes marítimos em 26 de agosto de 1876.
O governo dava pouca prioridade para atividades navais, principalmente na década de 1870. Consequentemente, a escassez de dinheiro impediu que uma frota ativa fosse mantida. Os ironclads ficaram fora de serviço na reserva em Pola, incluindo o Don Juan d'Austria, com as únicas embarcações que tiveram algum serviço ativo no período sendo as mais antigas em viagens internacionais. As velas do navio foram reduzidas em 1880. Uma esquadra que tinha o Don Juan d'Austria e os ironclads SMS Custoza, SMS Kaiser Max, SMS Prinz Eugen e SMS Tegetthoff, mais os cruzadores torpedeiros SMS Panther e SMS Leopard, viajaram em 1888 para Barcelona, na Espanha, com o objetivo de participarem das cerimônias de abertura da Exposição Universal de Barcelona. Foi a maior esquadra que a Marinha Austro-Húngara operou fora do Mar Adriático.
O Don Juan d'Austria participou de exercícios de frota em junho e julho de 1889 junto com o Custoza, Kaiser Max, Prinz Eugen, Tegetthoff e SMS Erzherzog Albrecht. Ele participou das manobras de 1893 junto do Kaiser Max, Prinz Eugen, SMS Kronprinz Erzherzog Rudolf e SMS Kronprinzessin Erzherzogin Stephanie, mais outras embarcações. Um novo programa de construção naval na virada do século forçou o descarte de navios obsoletos para reduzir o orçamento naval. Estes foram reduzidos para funções secundários. O Don Juan d'Austria foi removido do registro naval em 29 de junho de 1904 e tirado de serviço. Foi convertido em um alojamento flutuante, ficando baseado em Pola e sendo usado por tripulações de barcos torpedeiros durante a Primeira Guerra Mundial. Ele afundou em 1919 depois da guerra em circunstâncias incertas.